# Сагуновское сельское поселение
Сагуновское сельское поселение — муниципальное образование в Подгоренском районе Воронежской области.
Административный центр — слобода Сагуны.

## Административное деление
В состав поселения входят:
- слобода Сагуны,
- хутор Большая Хвощеватка,
- село Костюковка.